# Делчево (Разградська область)
Де́лчево (болг. Делчево) — село в Разградській області Болгарії. Входить до складу общини Ісперих.

## Населення
За даними перепису населення 2011 року у селі проживали 467 осіб.
Національний склад населення села:
| Національність   | Кількість осіб | Відсоток |
| ---------------- | -------------- | -------- |
| турки            | 461            | 98,7%    |
| цигани           | 3              | 0,6%     |
| інша             | 0              | 0%       |
| Всього відповіли | 467            |          |

Розподіл населення за віком у 2011 році:
Динаміка населення: